# WSW mobil

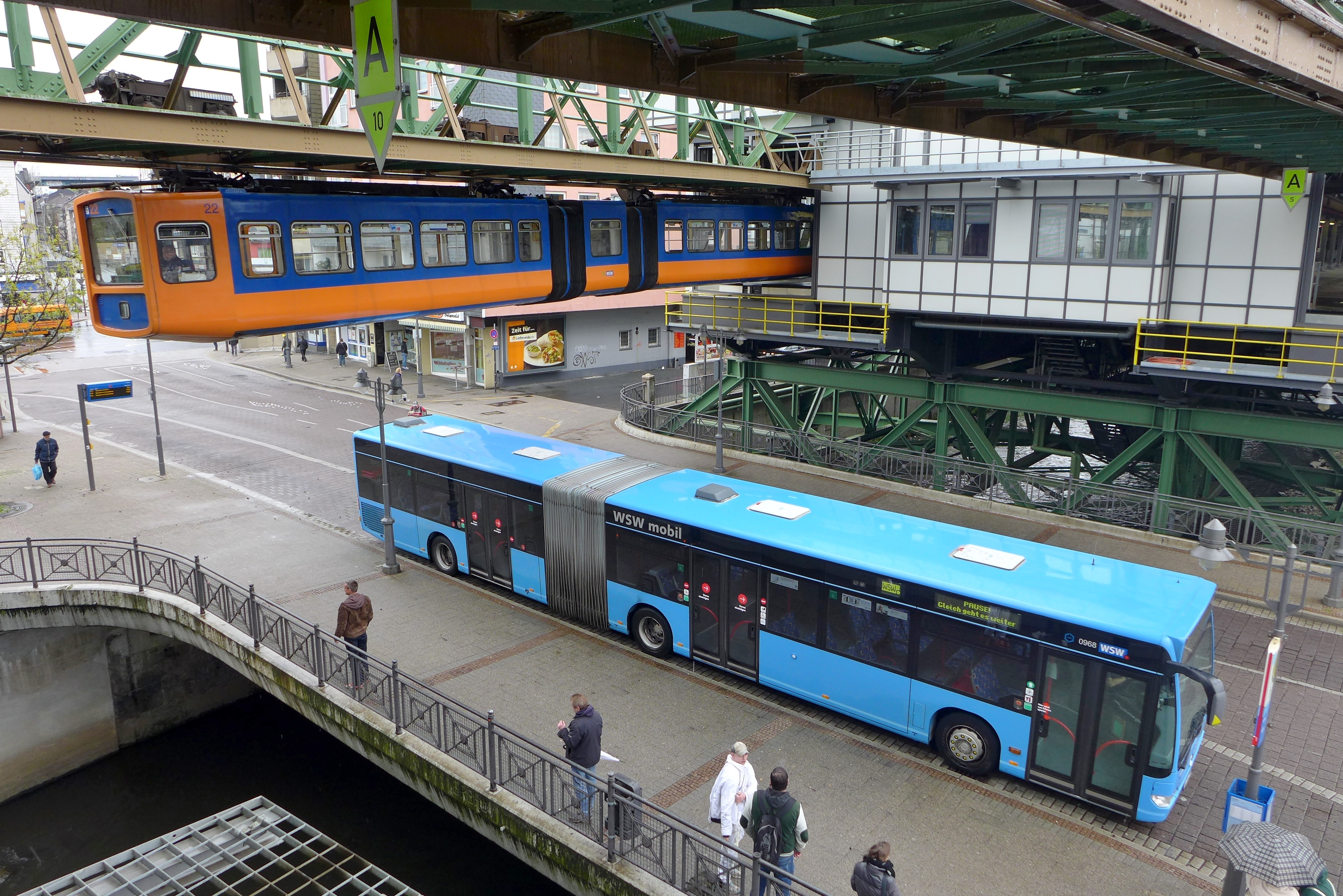
Schwebebahn und Bus in Oberbarmen, 2016

Die WSW mobil GmbH, kurz WSW, ist ein Nahverkehrsunternehmen in der Stadt Wuppertal und Mitglied im Verkehrsverbund Rhein-Ruhr (VRR). Im Jahr 2007 haben die Wuppertaler Stadtwerke ihren Verkehrsbereich in dieses hundertprozentige Tochterunternehmen ausgegliedert.

## Unternehmen

Logo der WSW mobil GmbH bis 28. Februar 2023

Die WSW mobil GmbH entstand durch die auf den 1. Januar 2007 datiert Abspaltung des Betriebsteils Verkehr von den Wuppertaler Stadtwerken. Die Spaltung wurde im September 2007 ins Handelsregister eingetragen und zum 1. Oktober 2007 die tatsächliche Leitungsmacht übernommen. Seit 2009 ist GDF SUEZ (heute Engie Deutschland AG) mit 33,1 % an der WSW Energie & Wasser AG beteiligt. 2013 wurde die Wuppertaler Trinkwasserversorgung von einem Eigenbetrieb der Stadt Wuppertal übernommen.
Zum 1. Januar 2016 wurde das seit Ende der 1990er Jahre in der Tochtergesellschaft VSG Verkehrs-Service GmbH eingestellte Fahrpersonal in die WSW mobil GmbH überführt. Die VSG dient seitdem ausschließlich als Management-Gesellschaft für die Leistungserbringung für die gemeinsamen Verkehre mit der Verkehrsgesellschaft der Stadt Velbert. Seit Januar 2016 kommt somit ausschließlich eigenes Personal der WSW mobil GmbH und im Busverkehr zusätzlich auch Fahrpersonal des Auftragnehmers Rheingold-Reisen-Wuppertal Blankennagel GmbH & Co. KG mit Bussen der WSW zum Einsatz.
Zum 75. Geburtstag der WSW am 1. März 2023 wurde ein neues Unternehmenslogo eingeführt, das das Logo, das seit etwa 1994 verwendet wurde, ersetzt hat.

## Geschichte
Die am 1. März 1948 gegründeten Stadtwerke betreiben mit WSW mobil heute neben der Schwebebahn einen reinen Omnibusbetrieb. In ihr wurden all die Betriebe zusammengefasst, die auf dem Gebiet der heutigen Stadt Wuppertal den Öffentlichen Personennahverkehr (ÖPNV) bedienten. Bis 1959 war das Gesicht des ÖPNV in der Stadt Wuppertal recht vielfältig. Neben dem Busbetrieb und der Schwebebahn verkehrten in der Stadt sowohl eine meterspurige als auch eine normalspurige Straßenbahn, eine Zahnradbahn (Barmer Bergbahn) und der in diesem Jahr eingeführte Oberleitungsbus.

### Oberleitungsbus
Die ersten Gedanken über die Einführung eines O-Bus-Betriebes stammen bereits aus den Jahren vor dem Zweiten Weltkrieg und waren auf die Topographie der Stadt Wuppertal zurückzuführen. 1940 wurde eine Linie zwischen Neumarkt und Mirke konzessioniert, die aber nie eingerichtet wurde. Hintergrund waren die Autarkiebestrebungen während des Zweiten Weltkriegs: Der Einsatz von Elektrizität als Antriebsenergie hätte den öffentlichen Personennahverkehr von Ölimporten unabhängiger gemacht.
Allerdings begann erst am 1. Oktober 1949 mit der ersten Linie die kurze Geschichte der O-Busse in Wuppertal. Sie führte vom Rauentaler Berg nach Beyenburg (entsprechend der heutigen Omnibuslinie 616). Die zweite Linie folgte am 24. Dezember 1950 und führte von Oberbarmen in die Schellenbeck. Diese wurde am 27. Oktober 1952 um 2,4 km von Oberbarmen nach Langerfeld (zur Clausewitzstraße, später bis zur Dieselstraße) verlängert. Die dritte Linie folgte am 5. Juli 1959. Sie ersetzte dabei die Straßenbahnlinien 4, 10 und 14 sowie die Zahnradbahn. Diese Linie führte im Maximum von Ronsdorf als Linie 10B in die Barmer Innenstadt (Wendeschleife am Opernhaus); eine Zweiglinie pendelte zwischen Ronsdorf und Wichlinghauser Markt (Linie 10W).
Nach einigen Verlängerungen hatte das O-Bus-Netz Ende 1963 mit 24,7 km Strecke und einem 33,5 km langen Liniennetz seine größte Ausdehnung. Der Abbau begann am 4. Mai 1969 mit der Stilllegung des Abschnittes von Langerfeld nach Oberbarmen und endete am 27. Mai 1972, als das letzte Stück zwischen Oberbarmen und Dellbusch (Linie 24) auf den Dieselbus umgestellt wurde, wodurch die Fahrzeiten auf dieser Linie signifikant verlängert wurden.
Damit war Wuppertal bis auf eine Linie der Stadtwerke Solingen in Vohwinkel oberleitungsbusfrei.

### Fahrtenangebot

#### Fahrplanwechsel 2013
Zum Fahrplanwechsel der WSW am 24. März 2013 gab es deutliche Einschränkungen im Busangebot. Das Unternehmen gab bekannt, dass die Veränderungen sowohl aufgrund veränderter Nachfrage als auch aus Kostengründen notwendig geworden seien. Die Fahrplanänderungen wurden zuvor öffentlich diskutiert und zum Teil kritisiert, obwohl die WSW bekanntgaben, dass „weniger als fünf Prozent der Kunden von den Änderungen betroffen sein werden“. Die deutlichsten Verringerungen im Angebot, die zum großen Teil bis heute weiterbestehen, waren:
- CE 61: Einsatz der Linie für einzelne Fahrten im Berufs- und Schülerverkehr (zuvor 20-Min.-Takt auf der Gesamtstrecke). Der Samstagsverkehr wurde eingestellt (zuvor 30-Min.-Takt).
- CE 62: Entfall des Linienabschnitts Wall/Museum – Am Eckbusch (zuvor 20-Min.-Takt). Der Verkehr an Sonn- und Feiertagen wurde auf der Gesamtstrecke eingestellt (zuvor 30-Min.-Takt).
- CE 65: Der Verkehr an Sonn- und Feiertagen wurde eingestellt (zuvor 30-Min.-Takt). Montags bis samstags entfielen mehrere Früh- und Spätfahrten auf der Gesamtstrecke.
- 602: Verringerung auf 60-Min.-Takt zwischen Schmitteborn und Lenneper Straße (zuvor alle 20 Min. bzw. am Wochenende alle 30 Min.); zwischen Lenneper Straße und Oberbarmen Bahnhof entsteht montags bis freitags ein 20/40-Minuten-Takt.
- 603: Entfall der zusätzlichen Abendfahrten vom Hauptbahnhof zur Uni-Halle (zuvor an allen Tagen ab ca. 20 Uhr im 30-Min.-Takt zwischen Hauptbahnhof und Uni-Halle).
- 605: Die Freizeitlinie verkehrt nur noch zu Christi Himmelfahrt, Pfingsten und dem letzten Wochenende im Oktober (Müngstener Brückenfest), dafür allerdings im 30-Minuten-Takt. Zuvor 60-Minuten-Takt an allen Sonn- und Feiertagen.
- 606: Einsatz der Linie für einzelne Fahrten im Berufs- und Schülerverkehr (zuvor montags bis freitags 60-Min.-Takt auf der Gesamtstrecke bzw. ab mittags 120-Min.-Takt auf dem Abschnitt Langerfeld Markt – Schmitteborn).
- 609: Verringerung auf 30-Min.-Takt montags bis freitags auf dem Abschnitt Tesche – Vohwinkel Bahnhof (zuvor zur HVZ alle 20 Min.).
- 610: Entfall einiger Früh- und Spätfahrten montags bis freitags; der Verkehr an Sonn- und Feiertagen wurde eingestellt (zuvor 30-Min.-Takt).
- 612: Entfall der samstäglichen Einsatzwagenfahrten, die ab mittags bis ca. 15 Uhr zusätzlich zur Linie 612 auf dem Abschnitt Hauptbahnhof – Schönebecker Straße verkehrten (zuvor 30-Min.-Takt, jeweils 5 Minuten vor Linie 612).

#### Fahrplanwechsel 2018
Zum Fahrplanwechsel am 7. Januar 2018 wurde die von den WSW betriebene Buslinie 634 eingestellt, die zuvor täglich im 120-Minuten-Takt vom Bahnhof Wuppertal-Barmen über Raukamp Schleife, Hatzfeld, Sprockhövel-Horath und Hattingen-Elfringhausen nach Velbert-Nierenhof, Busbahnhof führte. Der ländliche Stadtteil Elfringhausen verlor damit größtenteils sein Nahverkehrsangebot. Die Maßnahme wurde 2016 im Nahverkehrsplan des zuständigen Ennepe-Ruhr-Kreises beschlossen, da die Fahrten eine sehr geringen Nutzung aufwiesen.
Im November 2018 wurden zum Teil auf weiteren Linien Einschränkungen im Angebot vorgenommen, was seitens des Unternehmens mit dem nach wie vor Verluste einbringenden Betrieb des öffentlichen Nahverkehrs begründet wurde. Die wesentlichen Einschränkungen waren:
- 603: Keine Bedienung des Abschnitts Hauptbahnhof – Sandhof mehr an Sonn- und Feiertagen (zuvor 30-Min.-Takt), in den Abendstunden bleibt das Angebot jedoch bestehen.
- 608: Verringerung des Fahrtenangebots auf dem Abschnitt Oberbarmen Bahnhof – Alter Markt auf einen Halbstundentakt (zuvor 10-Min.-Takt bis 18 Uhr bzw. samstags 15-Min.-Takt zwischen ca. 10 und ca. 17 Uhr).

Im Gegenzug wurden zum Teil neue Fahrten im Frühverkehr sowie abends angeboten.

## Buslinien
Die Wuppertaler Stadtwerke betreiben, teilweise in Kooperation mit benachbarten Betrieben, 8 Schnellbuslinien, 61 Stadtbuslinien, 11 Nachtbuslinien, 12 AnrufSammelTaxi-Linien, sowie zahlreiche Einsatzwagen im Früh- und Schülerverkehr. Außerdem sind die Wuppertaler Stadtwerke Betreiber der Schulbuslinien in Wuppertal.
Einzelne Linien bestehen mit Gemeinschaftskonzessionen, Fahrzeuge von WSW mobil kommen dort ausschließlich, zum Teil oder gar nicht zum Einsatz.

### SchnellBus
| Linie | Linienverlauf | Kooperation     | Takt (mo–fr) | Takt (sa)    | Takt (so)    | Bemerkung             |
| ----- | --- | --------------- | ------------ | ------------ | ------------ | --------------------- |
| SB66  | W-Elberfeld, Hauptbahnhof – Velbert-Mitte, Willy-Brandt-Platz – Velbert ZOB                                                            | DB Rheinlandbus | 60 min       | 60 min       | kein Betrieb | keine Fahrten von WSW |
| SB67  | W-Elberfeld, Hauptbahnhof – W-Barmen, Alter Markt – Sprockhövel – Witten – Bochum, Ruhr-Universität                                    | VER             | 60 min       | 60 min       | kein Betrieb | keine Fahrten von WSW |
| SB68  | W-Elberfeld, Hauptbahnhof – W-Dornap, Wieden Schleife – Mettmann, Stadtwald – Mettmann, Jubiläumsplatz – Mettmann, Käthe-Kollwitz-Ring | Rheinbahn       | 60 min       | kein Betrieb | kein Betrieb | keine Fahrten von WSW |
| SB69  | W-Elberfeld, Hauptbahnhof – Wülfrath, Stadtmitte                                                                                       |                 | 60 min       | 60 min       | 60 min       |                       |

### CityExpress
| Linie | Linienverlauf | Takt (mo–fr) | Takt (sa)    | Takt (so)    | Bemerkung |
| ----- | --- | ------------ | ------------ | ------------ | --- |
| CE61  | W-Barmen, Alter Markt – W-Unterbarmen Bahnhof – W-Ronsdorf, Parkstraße – W-Ronsdorf, Am Stadtbahnhof               | 60 min       | kein Betrieb | kein Betrieb | verkehrt montags bis freitags von 7 bis 8 Uhr und von 12 bis 18 Uhr sowie samstags als TaxiBus von W-Unterbarmen Bahnhof bis W-Ronsdorf, Parkstraße |
| CE62  | W-Elberfeld, Hauptbahnhof – W-Ronsdorf, Parkstraße – W-Ronsdorf, Am Stadtbahnhof                                   | 20 min       | 30 min       | kein Betrieb | verkehrt nur montags bis freitags von 6-8 Uhr und samstags von 10 bis 18 Uhr                                                                        |
| CE64  | W-Elberfeld, Hauptbahnhof – W-Cronenberg, Rathaus – W-Kohlfurth, Kohlfurther Brücke – Solingen, Graf-Wilhelm-Platz | 20 min       | 30 min       | 30 min       | |
| CE65  | W-Dönberg, Am Handweiser – W-Uellendahl, Raukamp – W-Elberfeld, Hauptbahnhof – W-Cronenberg, Sudberg               | 20 min       | 30 min       | kein Betrieb | verkehrt nur montags bis freitags von 6-8 Uhr und samstags von 10 bis 18 Uhr                                                                        |

### Stadtbus
| Linie         | Linienverlauf | Kooperation           | Takt (mo–fr)                            | Takt (sa)                      | Takt (so)                | Bemerkung |
| ------------- | --- | --------------------- | --------------------------------------- | ------------------------------ | ------------------------ | --- |
| 332           | W-Barmen Bf – W-Wichlinghausen, Markt – Sprockhövel – Niedersprockhövel – Hattingen, Mitte                                                                            | VER                   | 60 min                                  | 60 min                         | 60 min                   | |
| 583           | W-Hatzfeld, Birkenhof – W-Hatzfeld, Wasserturm – Sprockhövel – Sprockhövel-Haßlinghausen Busbahnhof                                                                   | VER                   | drei Fahrten pro Tag                    | kein Betrieb                   | kein Betrieb             | nur an Schultagen keine Fahrten von WSW |
| 600           | W-Vohwinkel, Schwebebahn – W-Sonnborn, Zoo/Stadion – W-Varresbeck, Varresbecker Straße – W-Elberfeld-West, Westende – W-Elberfeld, Hauptbahnhof                       |                       | 30 min                                  | 30 min                         | 30 min                   | verkehrt vor Betriebsbeginn und nach Betriebsende der Schwebebahn |
| 601           | W-Elberfeld, Hauptbahnhof – W-Dornap, Wieden Schleife ((– Wülfrath, Aprath Bf ) – Wülfrath, Stadtmitte)                                                               |                       | 20 min (20–60 min) (60 min)             | 30 min (60 min)                | 30 min (60 min)          | wechselt bei der Fahrt bis W-Dornap, Wieden Schleife alle 60 min zur Linie 621 Richtung W-Vohwinkel, Dasnöckel Mitte                                                                      |
| 602           | ((W-Barmen, Schmitteborn –) W-Heckinghausen, Lenneper Str.) – W-Oberbarmen Bf – W-Nächstebreck, Schmiedestraße – Sprockhövel-Haßlinghausen, Busbahnhof                |                       | ((60 min) 20–40 min) 20 min             | (60 min) 30 min                | (60 min) 30 min (60 min) | |
| 603           | W-Katernberg, Am Eckbusch – W-Katernberg, Hardenberger Hof – W-Elberfeld, Hauptbahnhof – W-Elberfeld, Sandhof – W-Cronenberg, Campus Freudenberg                      |                       | 20–30 min                               | 30 min                         | 30 min                   | verkehrt nur bis 19 Uhr samstags nur zwischen Am Eckbusch und Sandhof sonntags nur zwischen Am Eckbusch und Hauptbahnhof                                                                  |
| 604           | W-Rott, Eichenstraße – W-Barmen, Alter Markt – W-Heckinghausen, Lenneper Straße – W-Langerfeld, Dieselstraße Schleife                                                 |                       | 20 min                                  | 30 min                         | 30 min                   | verkehrt nur bis 19 Uhr |
| 605           | W-Zoo, Zoo-Haupteingang – W-Zoo, Zoologischer Garten Bahnhof – Solingen-Müngsten, Brückenpark                                                                         |                       | kein Betrieb                            | 30 min                         | 30 min                   | Freizeitlinie an ausgewählten Wochenenden und Feiertagen |
| 606           | W-Barmen, Schmitteborn – W-Langerfeld Bahnhof – W-Nächstebreck, Erlenrode                                                                                             |                       | vier Fahrten pro Tag                    | kein Betrieb                   | kein Betrieb             | |
| 607           | W-Katernberg, Am Eckbusch – W-Elberfeld, Hauptbahnhof |                       | 30 min                                  | 30 min                         | 30 min                   | verkehrt nur zu Schwachverkehrszeiten |
| 608           | (W-Barmen Bahnhof – W-Barmen, Alter Markt –) W-Oberbarmen Bahnhof – W-Langerfeld, Dieselstraße (– Schwelm Bf – Ennepetal, Busbahnhof)                                 | VER                   | (30 min) 10 min (30 min)                | 30 min                         | 30 min (60 min)          | Fahrten über Dieselstraße hinaus ausschließlich betrieben durch VER |
| 609           | (W-Vohwinkel, Tesche –) W-Vohwinkel, Schwebebahn – W-Vohwinkel Bf – W-Vohwinkel, Simonshöfchen/Derken                                                                 |                       | 20 min                                  | 60 min                         | 60 min                   | am Wochenende teilweise Taxibus |
| 610           | W-Barmen, Alter Markt – W-Wichlinghausen, Markt |                       | 20 min                                  | 30 min                         | kein Betrieb             | Quartierbuslinie in Wichlinghausen, verkehrt nur bis 19 Uhr |
| 611           | W-Katernberg, Birkenhöhe – W-Elberfeld, Varresbecker Str. – W-Elberfeld, Westende – W-Elberfeld, Hauptbahnhof – W-Barmen Bf – W-Heckinghausen, Lenneper Str.          |                       | 20–30 min                               | 30 min                         | 30 min                   | |
| 612           | W-Nächstebreck, Silberkuhle – W-Wichlinghausen – W-Elberfeld, Am Engelnberg – W-Elberfeld, Hauptbahnhof                                                               |                       | 20–30 min                               | 30 min                         | 30 min                   | nur bis 19 Uhr |
| 613           | W-Katernberg, Am Eckbusch – W-Elberfeld, Otto-Hausmann-Ring – W-Elberfeld, Hauptbahnhof – Klever Platz – W-Hahnerberg, Schulzentrum Süd                               |                       | 20–30 min                               | 30 min                         | 30 min                   | |
| 614           | W-Barmen Bf – W-Rott, Eichenstraße |                       | 30 min                                  | 30 min                         | 30 min                   | verkehrt nur zu Schwachverkehrszeiten, Montags–Freitags nur Spätverkehr |
| 615           | W-Elberfeld, Hauptbahnhof – W-Elberfeld, Universität – W-Hahnerberg – W-Cronenberg, Cronenfeld – Remscheid, Gerstau – Remscheid, Willy-Brandt-Pl./Hbf                 | Stadtwerke Remscheid  | 20–30 min                               | 30 min                         | 30 min                   | wechselt nach 21 Uhr bei Remscheid, Gerstau zur Linie NE15 |
| 616           | W-Oberbarmen Bf – W-Beyenburg, Mitte (– W-Beyenburg, Siegelberg) |                       | 20–40 min (60 min)                      | 60 min                         | 60 min                   | bildet zusammen mit der BVR/OVAG-Linie 626 einen 10-20 bzw. 30 min. Takt zwischen Oberbarmen und Beyenburg                                                                                |
| 617           | W-Barmen Bf – W-Uellendahl, Raukamp (– W-Katernberg, Am Eckbusch) |                       | 20–60 min Ferien: 60 min                | 30 min (60 min)                | kein Verkehr             | veränderte Fahrzeiten während der Schulferien |
| 618           | W-Wichlinghausen, Dellbusch – W-Oberbarmen Bf – W-Langerfeld, Dieselstraße                                                                                            |                       | 20–30 min                               | 30 min                         | 30 min                   | wechselt bei W-Wichlinghausen, Sternenberg zur Linie 624 Richtung W-Barmen |
| 619           | W-Elberfeld, Hauptbahnhof – W-Nützenberg, Rabenweg |                       | 20–30 min                               | 30 min                         | 30 min                   | |
| 620           | (W-Elberfeld, Kuckelsberg –) W-Elberfeld, Wüstenhofer Str. – W-Elberfeld, Hauptbahnhof – W-Ronsdorf, Parkstraße – W-Ronsdorf Bf (– Remscheid-Lüttringhausen, Rathaus) | Stadtwerke Remscheid  | 20–30 min (20–60 min)                   | 30 min (60 min)                | 30 min (60 min)          | von Kuckelsberg bis Wüstenhofer Str. nur mo–fr tagsüber ausschließlich betrieben durch WSW                                                                                                |
| 621           | W-Vohwinkel, Dasnöckel Mitte – W-Vohwinkel Schwebebahn (– W-Vohwinkel Bf (– W-Elberfeld, Wieden Schleife (– Wülfrath, Aprath Bf )))                                   |                       | 15–30 min (15–30 min) (30 min) (60 min) | 15–30 min (15–30 min) (60 min) | 30 min (60 min) (60 min) | ab Wieden Schleife stündlich weiter als Linie 601 nach Elberfeld; von Wieden Schleife nach Aprath nur im Berufsverkehr, zurück nur 5–13 Uhr                                               |
| 622           | W-Elberfeld, Hauptbahnhof – W-Elberfeld, Am Engelnberg – W-Wichlinghausen Markt – W-Oberbarmen Bf                                                                     |                       | 20–30 min                               | 30 min                         | 30 min                   | |
| 623           | (W-Arrenberg, VillaMedia –) W-Elberfeld, Hauptbahnhof – W-Elberfeld, Am Engelnberg – W-Uellendahl, Röttgen (– W-Uellendahl, Sonnenblume)                              |                       | 20–30 min                               | 30 min                         | 30 min                   | |
| 624           | W-Barmen Bf – W-Wichlinghausen Markt – W-Wichlinghausen, Sternenberg                                                                                                  |                       | 20–30 min                               | 30 min                         | 30 min                   | wechselt bei W-Wichlinghausen, Sternenberg zur Linie 618 Richtung W-Oberbarmen |
| 625           | W-Dönberg, Am Handweiser – W-Uellendahl – W-Elberfeld, Hauptbahnhof – W-Hahnerberg, Schulzentrum Süd – W-Cronenberg, Berghausen (– W-Cronenberg, Sudberg)             |                       | 20–30 min                               | 30 min                         | 30 min                   | |
| 626           | W-Oberbarmen Bf – W-Beyenburg Mitte – Radevormwald, Busbf | DB Rheinlandbus, OVAG | 30–60 min                               | 60 min                         | 60 min                   | bildet zusammen mit der WSW-Linie 616 einen 10-20 bzw. 30 min. Takt zwischen Oberbarmen und Beyenburg                                                                                     |
| 627           | W-Barmen Bf – W-Dönberg, Raukamp Schleife (– Velbert-Neviges, Rosenhügel Bf – Velbert-Neviges, Markt/Bf )                                                             | VGV                   | 60–30 min (60 min)                      | 60–30 min (60 min)             | 60–30 min (60 min)       | 30-min-Takt zwischen Barmen und Raukamp nur abends |
| 628           | W-Barmen, Sedanstraße – W-Barmen Bf – W-Unterbarmen, Friedhof – W-Elberfeld, Hauptbahnhof – W-Elberfeld, Hamburger Treppe                                             |                       | 20–30 min                               | 30 min                         | 30 min                   | |
| T629          | (W-Nützenberg, Rabenweg – W-Elberfeld, Varresbecker Str. –) W-Sonnborn, Sonnborner Str. – W-Sonnborn Bf – W-Lüntenbeck                                                |                       | (60 min) 30-60 min                      | (60 min) 30-60 min             | 60 min                   | Taxibus Quartierslinie in Sonnborn |
| 630           | W-Hahnerberg, Schulzentrum Süd – W-Ronsdorf, Parkstraße (– W-Ronsdorf, Schenkstraße Diakoniezentrum) / (– W-Ronsdorf, Im Rehsiepen)                                   |                       | 20 min (60 min) (20/40 min)             | 30 min (60 min) (60 min)       | 30 min (60 min) (60 min) | nur bis 19 Uhr |
| 631           | W-Vohwinkel, Dasnöckel Mitte– W-Vohwinkel Bf – Vohwinkler Feld |                       | 15–30 min                               | 15–30 min                      | 30 min                   | |
| 632           | W-Barmen Bf – W-Wichlinghausen Markt – W-Nächstebreck, Betriebshof – W-Nächstebreck, Hölker Feld                                                                      |                       | 20–30 min                               | 30 min                         | 30 min                   | |
| 633           | W-Küllenhahn, Am Burgholz – W-Hahnerberg, Schulzentrum Süd – W-Cronenberg, Cronenfeld – W-Cronenberg, Am Hofe                                                         |                       | 60 min                                  | 60 min                         | 60 min                   | |
| 635           | W-Cronenfeld, Mastweg – W-Hahnerberg – W-Elberfeld, Hauptbahnhof – W-Uellendahl – W-Hatzfeld – W-Hatzfeld, Markland                                                   |                       | 20–30 min                               | 30 min                         | 30 min                   | |
| 636           | W-Oberbarmen Bf – W-Heckinghausen, Lenneper Str. – W-Ronsdorf, Jägerhaus – Remscheid-Lüttringhausen Bf – Remscheid-Lüttringhausen Rathaus                             | DB Rheinlandbus       | 30–60 min (hin) 20/40–60 min (rück)     | 60 min                         | 60 min                   | |
| 637           | W-Barmen Bf – W-Dönberg, Kirche – Velbert-Langenberg Bf – Velbert-Nierenhof Busbf                                                                                     | VGV                   | 60 min                                  | 60 min                         | 60 min                   | |
| 638           | W-Oberbarmen, Friedrich-Tilmanns-Str. – W-Oberbarmen Bf – W-Heckinghausen, Konradswüste                                                                               |                       | 60 min                                  | 60 min                         | kein Betrieb             | |
| T639          | W-Sonnborn, Boltenberg – Sonnborner Str. (– W-Zoologischer Garten – W-Zoo, Hindenburgstraße/Junkersweg)                                                               |                       | 25/35–60 min (60 min)                   | 60 min                         | kein Betrieb             | Taxibus Quartierslinie in Sonnborn |
| 640           | W-Barmen, Clausenhof – W-Barmen Bf – Heidter Berg – W-Ronsdorf, Parkstraße – Am Stadtbahnhof – W-Ronsdorf, Echoer Str.                                                |                       | 20–30 min                               | 30 min                         | 30 min                   | |
| 641           | (Haan-Gruiten –) W-Vohwinkel, Schwebebahn – W-Vohwinkel Bf – W-Elberfeld, Wieden Schleife – Wülfrath-Düssel – Wülfrath, Stadtmitte                                    | DB Rheinlandbus       | 30–60 min                               | 30–180 min                     | 60–120 min               | Fahrten zwischen Vohwinkel und Gruiten ausschließlich durch BVR betrieben |
| 642           | W-Oberbarmen Bf – W-Nächstebreck, Hannoverstraße |                       | 20–30 min                               | 30 min                         | 30 min                   | |
| 643           | W-Hardt, Kirchliche Hochschule – W-Elberfeld, Hauptbahnhof – W-Nordstadt, Lutherstift                                                                                 |                       | 20 min                                  | 30 min                         | 30 min                   | dient als Quartierbuslinie in der Elberfelder Nordstadt |
| 644           | W-Hatzfeld, Windhornstraße – W-Barmen Bf – W-Barmen, Richard-Strauss-Allee                                                                                            |                       | 20–30 min                               | 30–60 min                      | 30–60 min                | nach 20 Uhr als TaxiBus |
| 645           | W-Uellendahl, Raukamp Schleife – W-Elberfeld, Hauptbahnhof (– W-Elberfeld, Universität – W-Hahnerberg, Schulzentrum Süd)                                              |                       | 10–30 min (20–30 min)                   | 30 min                         | 30 min                   | sonntags nur von Raukamp Schleife bis Hauptbahnhof |
| 646           | W-Hatzfeld, Markland – W-Wichlinghausen Markt – W-Oberbarmen Bf – W-Heckinghausen – W-Barmen, Toelleturm (– W-Ronsdorf, Parkstraße – W-Ronsdorf, Blombach)            |                       | 20–30 min                               | 30 min                         | 30 min                   | |
| 647           | W-Elberfeld, Hauptbahnhof – Velbert-Rosenhügel (– Velbert-Neviges Markt/Bf – Velbert-Langenberg Bf – Velbert-Nierenhof Busbf (– Hattingen Mitte ))                    | VGV                   | 20/30–60 min                            | 30–60 min                      | 30–60 min                | mo–fr von Wuppertal Hbf bis Velbert-Rosenhügel 20-Minuten-Takt und von Velbert-Rosenhügel bis Hattingen Mitte 30-Minuten-Takt; nach 20 Uhr nur von Hattingen Mitte bis Velbert-Rosenhügel |
| 649           | W-Elberfeld, Hauptbahnhof – Velbert-Neviges, Rosenhügel Bf – Velbert-Tönisheide – Velbert-Mitte, Willy-Brandt-Pl. – Velbert ZOB                                       | VGV                   | 20–30 min                               | 30 min                         | 30 min                   | |
| 650           | W-Ronsdorf, Klinik Bergisch Land – Am Stadtbahnhof – W-Ronsdorf, Monhofsfeld                                                                                          |                       | 60 min                                  | 60 min                         | kein Betrieb             | Quartierbuslinie in Ronsdorf |
| 666           | W-Ronsdorf Bf – Remscheid-Großhülsberg – Remscheid-Lüttringhausen, Rathaus                                                                                            | Stadtwerke Remscheid  | 60 min                                  | kein Betrieb                   | kein Betrieb             | ausschließlich betrieben durch WSW |
| 669           | W-Beyenburg Mitte – W-Grünental – (W-Frielinghausen) – Remscheid-Lennep, Grenzwall                                                                                    | Stadtwerke Remscheid  | 30–60 min                               | 60 min                         | 60 min                   | zum 10. Dezember 2017 einzelne Fahrplanänderungen mit zusätzlicher Anbindung von Frielinghausen, Hardtbacher Höhe und In der Hardt in Hauptverkehrszeiten                                 |
| 670           | (W-Ronsdorf Markt –) Remscheid-Clarenbach – Remscheid, Hauptbahnhof/Willy-Brandt-Platz – Honsberg Sportplatz                                                          | Stadtwerke Remscheid  | 20–60 min                               | (20–60 min) 20 min             | (120 min) 30 min         | keine Fahrten von WSW |
| 683           | W-Vohwinkel Bf – Solingen-Gräfrath – Solingen Mitte – Solingen, Krahenhöhe – Solingen, Burger Bahnhof                                                                 | Stadtwerke Solingen   | 10–30 min                               | 30 min                         | 30 min                   | O-Bus-Linie der Stadtwerke Solingen Fahrten nach 23 Uhr von Solingen, Burger Bahnhof bis Solingen, Krahenhöhe als Linientaxi, von dort aus Anschluss an die Linie NE23                    |
| 745           | W-Vohwinkel, Schwebebahn – W-Vohwinkel Bf – W-Wieden Schleife – Mettmann, Zentrum – Mettmann, Jubiläumsplatz                                                          | Rheinbahn             | 20–30 min                               | 30 min                         | 30 min                   | keine Fahrten von WSW |
| 784           | W-Vohwinkel Bf – Haan, Markt – Hilden Bf – Düsseldorf-Benrath (– Düsseldorf-Urdenbach, Josef-Kürten-Platz)                                                            | Rheinbahn             | 60 min                                  | 60 min                         | 60 min                   | keine Fahrten von WSW |
| E-Uni-Express | W-Elberfeld, Hauptbahnhof – W-Elberfeld, Universität |                       | 2–20 min                                | kein Betrieb                   | kein Betrieb             | E800 nur an Vorlesungstagen |
| E-Uni         | W-Elberfeld, Hauptbahnhof – W-Elberfeld, Universität – W-Elberfeld, Sandhof – W-Cronenberg, Campus Freudenberg                                                        |                       | 7–40 min                                | kein Betrieb                   | kein Betrieb             | E860 nur an Vorlesungstagen |

### NachtExpress
nur in den Nächten von Freitag auf Samstag, von Samstag auf Sonntag und vor Feiertagen
| Linie | Linienverlauf | Kooperation          | Takt (mo–fr) | Takt (sa)          | Takt (so)          | Bemerkung             |
| ----- | --- | -------------------- | ------------ | ------------------ | ------------------ | --------------------- |
| NE1   | W-Elberfeld, Hauptbahnhof – W-Nützenberg, Kyhfhäuser Str. – W-Vohwinkel Bf – Obere Engelshöhe – W-Vohwinkel, Dasnöckel – W-Elberfeld, Hauptbahnhof                                                                                             |                      | kein Betrieb | 60 min             | 60 min             |                       |
| NE2   | W-Elberfeld, Hauptbahnhof – W-Katernberg, Am Eckbusch – W-Wieden Schleife – W-Elberfeld, Otto-Hausmann-Ring – W-Elberfeld, Hauptbahnhof |                      | kein Betrieb | 60 min             | 60 min             |                       |
| NE3   | W-Elberfeld, Hauptbahnhof – W-Uellendahl, Raukamp Schleife – W-Dönberg – W-Hatzfeld – W-Uellendahl, Raukamp Schleife – W-Elberfeld, Hauptbahnhof                                                                                               |                      | kein Betrieb | 60 min             | 60 min             |                       |
| NE4   | W-Elberfeld, Hauptbahnhof – W-Elberfeld, Am Engelnberg – W-Barmen, Alter Markt – W-Wichlinghausen Markt – Sternenberg – W-Barmen, Alter Markt – W-Elberfeld, Am Engelnberg – W-Elberfeld, Hauptbahnhof                                         |                      | kein Betrieb | 60 min             | 60 min             |                       |
| NE5   | W-Elberfeld, Hauptbahnhof – W-Unterbarmen, Friedhof – W-Barmen – W-Heckinghausen – W-Langerfeld, Markt – W-Nächstebreck – W-Oberbarmen Bf – W-Barmen Bf – W-Elberfeld, Hauptbahnhof                                                            |                      | kein Betrieb | 60 min             | 60 min             |                       |
| NE6   | W-Elberfeld, Hauptbahnhof – W-Südstadt – W-Ronsdorf Markt – W-Ronsdorf Bf – W-Südstadt – W-Elberfeld, Hauptbahnhof |                      | kein Betrieb | 60 min             | 60 min             |                       |
| NE7   | W-Elberfeld, Hauptbahnhof – W-Hahnerberg, Schulzentrum Süd – W-Cronenberg, Rathaus – Sudberg – W-Cronenberg, Rathaus – W-Hahnerberg, Schulzentrum Süd – W-Elberfeld, Hauptbahnhof                                                              |                      | kein Betrieb | 60 min             | 60 min             |                       |
| NE8   | W-Barmen Bf – W-Oberbarmen Bf – W-Beyenburg Mitte – Grünental – W-Oberbarmen Bf – W-Barmen Bf |                      | kein Betrieb | eine Fahrt pro Tag | eine Fahrt pro Tag |                       |
| NE15  | W-Elberfeld, Hauptbahnhof – W-Hahnerberg – W-Cronenberg, Cronenfeld – Remscheid, Gerstau – Remscheid Hbf – Remscheid, Gerstau – W-Cronenberg, Cronenfeld – W-Hahnerberg – W-Cronenberg, Universität – W-Elberfeld, Hauptbahnhof                | Stadtwerke Remscheid |              | 30–60 min          | 30–60 min          |                       |
| NE16  | W-Ronsdorf, Am Stadtbahnhof – Remscheid-Lüttringhausen, Rathaus – Remscheid-Lennep Bf – Remscheid Hbf – Remscheid, Friedrich-Ebert-Pl. – Remscheid Hbf – Remscheid-Lennep Bf – Remscheid-Lüttringhausen, Rathaus – W-Ronsdorf, Am Stadtbahnhof | Stadtwerke Remscheid | 60 min       | 60 min             | 60 min             | keine Fahrten von WSW |
| NE23  | W-Vohwinkel Bf – Solingen-Gräfrath – Solingen Mitte Bf – Solingen, Krahenhöhe – Solingen Mitte Bf – Solingen-Gräfrath – W-Vohwinkel Bf | Stadtwerke Solingen  | 60 min       | 60 min             | 60 min             | keine Fahrten von WSW |

## On-Demand-Mobilität

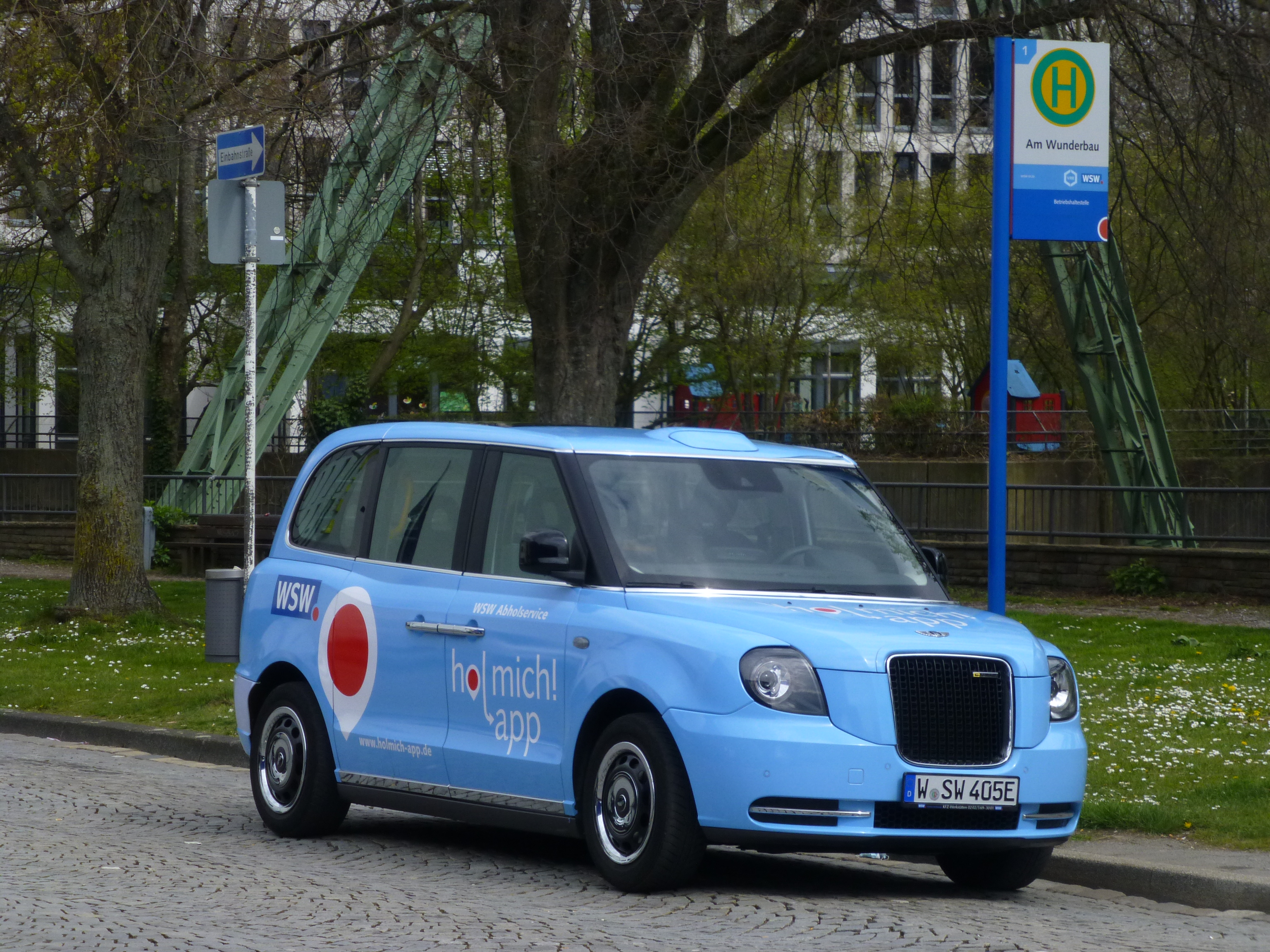
Hol mich! App-Fahrzeug in Elberfeld, April 2021

Seit Oktober 2020 betreibt WSW mobil ein Ridepooling-Angebot mit dem Namen Hol mich! App. Als Pilotprojekt war es Teil des Forschungsprojekts Bergisch Smart Mobility und zunächst bis Ende 2021 befristet. Das Angebot war zunächst in den Stadtbezirken Elberfeld, Elberfeld-West und Uellendahl-Katernberg verfügbar. Die Software stammt von ViaVan, das Fahrpersonal seit Herbst 2022 von Rheingold-Reisen-Wuppertal Blankennagel GmbH & Co. KG. Als Fahrzeuge werden sogenannte WSW Cabs (Taxifahrzeuge vom Typ LEVC TX) eingesetzt.
Buchung und Abrechnung erfolgt ausschließlich über eine eigene Mobile App. Die Preise des Angebots liegen über dem normalen Nahverkehrstarif und werden nach der Luftlinienentfernung berechnet. Rabatte gibt es für bestehenden Nahverkehrsabos und mehrere Fahrgäste.
Ende 2021 gab WSW mobil bekannt, das Angebot auszuweiten und bis 2024 zu verlängern. Seit März 2022 umfasst das Betriebsgebiet auch den Bezirk Barmen. Finanziert wird es seitdem von den WSW. 2024 wurde eine weitere Verlängerung der bekanntgegeben.

## Fahrzeuge
Die Wuppertaler Stadtwerke setzen, neben 31 Schwebebahn-Gelenktriebwagen der Generation 15, 303 Stadtbusse in Niederflurbauweise ein, davon 203 Gelenkbusse, 87 Solobusse und 13 Midibusse. Aufgrund des stark eingeschränkten Schwebebahn-Verkehrs zwischen August 2020 und August 2021 beschaffte die WSW mobil GmbH zahlreiche gebrauchte Gelenkbusse der Baujahre 2006–2009, um den Ersatzverkehr zu stemmen. Es wurden Busse der KVB, SWWV und SWN gekauft, sowie Busse des Baujahrs 2002 zurückgeholt, die im Vorfeld an die SWS abgetreten worden waren.

### Mercedes-Benz
- Citaro (0701)
- Citaro LE (Low-Entry-Busse 1101–1103, 1201–1204)
- Citaro LE C2 (Low-Entry-Busse 1601–1618, 2201–2205, 2301–2303, 2401–2415)
- Citaro K (Midibusse 0951–0954, 0956, 1251+1252)
- Citaro K C2 (1451+1452, 1551+1552, 2451+2452)
- Citaro G (Gelenkbusse 0867, 0963+0964, 0968-0970, 1061–1070, 1072–1083, 1161–1173, 5591+5592, 5596)
- Citaro G C2 (Gelenkbusse 1174–1176, 1261–1281, 1361–1386, 1461–1472, 1561–1568, 1761–1781, 1861–1873, 2061–2075, 2161–2176, 2361–2365, 2461-2468)

### MAN
- MAN Lion’s City NL 280 (0901, 0903, 0904, 0907, 0909, 0915)

### Setra
- S 415 NF (0843, 0845)

### Solaris
- Solaris Urbino 12 hydrogen (2140–2149, 2420–2438)
- Solaris Urbino 18 hydrogen (2480–2492)

### Van Hool
- newA330 Fuel Cell (1941, 2041–2049)

### Die Wagennummern
Bei den Wuppertaler Stadtwerken sind die Wagennummern der Busse seit 1973 so vergeben, dass man an den ersten beiden Ziffern der Wagennummer das Jahr der Inbetriebnahme bei den WSW (dies ist in aller Regel auch das Baujahr) erkennen kann, außerdem, ob es sich um ein Solo-, ein Gelenk- oder ein Midibus-Fahrzeug handelt. Die ersten beiden Ziffern geben das Jahr der Inbetriebnahme an (z. B. 93 = 1993, 00 = 2000 und 07 = 2007). Die beiden letzten Ziffern stehen für die Bauart des Fahrzeuges:
- 00: Sonderfahrzeuge und Reisebusse
- ab 01: Solobusse
- ab 41: Überlandbusse, seit 2019 auch Brennstoffzellenbusse
- ab 51: Midibusse bzw. kürzere Solobusse (früher auch Leasing- und Testfahrzeuge)
- 59: Testfahrzeuge, u. a. die ersten Hybridbusse
- ab 61: Gelenkbusse
- ab 91: Solobusse (als reine Schulbusse beschafft – früher LKW des Verkehrsbetriebs)

Ausnahmen bilden dabei die Busse, die vorwiegend wegen des Schwebebahn-Ausfalles als Ersatzbusse umgezeichnet und gebraucht beschafft wurden (5560–5599).
Die Fahrzeuge befinden sich in den Betriebshöfen Varresbeck und Nächstebreck.

#### Kennzeichen
Die Kennzeichen neuerer Busse orientieren sich am Schema W-SW **** mit vier Ziffern. Hier wird meistens die vierstellige Wagennummer eines Busses verwendet (sofern mit vorangestellter Null, wird diese im Kennzeichen ersetzt).